# Šimuni
Šimuni falu Horvátországban Zára megyében. Közigazgatásilag Paghoz tartozik.

## Fekvése
Pagtól légvonalban 8 km-re, közúton 12 km-re északnyugatra, a sziget középső részén a délnyugati parton, a Maun-szigettel szemben, három kis öbölben fekszik. Az északi öböl a település tengeri kikötője, biztonságos kikötő- és horgonyzóhely az Adrián közlekedő hajók számára. A középső öböl a halászkikötő, ahol a helyi halászok bárkái állomásoznak. A déli öbölben található a település kavicsos strandja. Nem messze található a sziget egyik nagy autóskempingje az „autokamp Šimuni”, ahol sportközpont, étterem, pizzéria és műugró központ is található.

## Története
A település a 19. század második felében keletkezett, amikor a pagi Fabijanić testvérek telepedtek itt meg és a tengerhez közel felépítették az első pásztorkunyhót, valamint Páduai Szent Antal tiszteletére egy szerény kis kápolnát, ahol a helyi hívek összegyűlhettek. 
Nevét a hagyomány szerint Šimun Fabijanićról kapta, aki testvérével az első pásztorkunyhót építette. Lakói állattartással, halászattal, földműveléssel, sajtkészítéssel foglalkoztak. Az 1875-ös egyházi sematizmus szerint Šimuni hívei a kolani plébániához tartoztak, melytől a távolsága mindössze 5 km volt. A helyiek úgy tartják, hogy Šimuniban a szél az úr, mivel a bóra itt különösen erősen fúj és mindent kifehérít: fehérek a kövek, a juhnyájak, az ünnepi pagi csipke és a messze földön híres pagi sajt is. 
A település csak a 20. század második felében, főként az 1970-es évektől a turizmus fellendülésével kezdett benépesülni. A magánházak szobáit kezdték turistaszállásokként kiadni, új házak, nyaralók, panziók épültek. 2011-ben 165 állandó lakosa volt. Ma a falu egyre inkább üdülőtelep képét mutatja.

## Lakosság
| Lakosság változása | Lakosság változása | Lakosság változása | Lakosság változása | Lakosság változása | Lakosság változása | Lakosság változása | Lakosság változása | Lakosság változása | Lakosság változása | Lakosság változása | Lakosság változása | Lakosság változása | Lakosság változása | Lakosság változása | Lakosság változása |
| ------------------ | ------------------ | ------------------ | ------------------ | ------------------ | ------------------ | ------------------ | ------------------ | ------------------ | ------------------ | ------------------ | ------------------ | ------------------ | ------------------ | ------------------ | ------------------ |
| 1857               | 1869               | 1880               | 1890               | 1900               | 1910               | 1921               | 1931               | 1948               | 1953               | 1961               | 1971               | 1981               | 1991               | 2001               | 2011               |
| 0                  | 0                  | 2                  | 0                  | 12                 | 22                 | 22                 | 0                  | 62                 | 82                 | 90                 | 82                 | 89                 | 108                | 135                | 165                |

(1857-ben, 1869-ben és 1890-ben nem volt állandó lakossága, 1931-ben lakosságát Paghoz számították.)

## Nevezetességei
Szent Miklós tiszteletére szentelt templomát 1988-ban építették.
A Šimuni-öbölben a tengerfenéken több sorban, mintegy negyven bronzkori faoszlop csonkja található, közelükben bronzkori kerámia leletekkel.
A Vela Letovica-öböl előtt az i. e. 1. századból származó római kereskedelmi hajó roncsa fekszik a tengerfenéken Lamboglia II. típusú amfora rakományával. Az amfórarakomány nyugat-keleti irányban körülbelül 23 méter hosszan és 7-8 méter szélesen fekszik a tengerfenéken. Nem messze tőle van egy nagyobb, domború felirattal ellátott ólomhorgony is található.

## Fordítás
- Ez a szócikk részben vagy egészben  a(z)   Šimuni című horvát Wikipédia-szócikk ezen változatának fordításán alapul.  Az eredeti cikk szerkesztőit annak laptörténete sorolja fel. Ez a jelzés csupán a megfogalmazás eredetét és a szerzői jogokat jelzi, nem szolgál a cikkben szereplő információk forrásmegjelöléseként.